# Tifoseria della Società Sportiva Calcio Napoli

I tifosi azzurri gremiscono gli spalti dello Stadio San Paolo il 10 maggio 1987, giorno del primo scudetto del Napoli.

In questa voce sono riportate informazioni relative alla storia ed evoluzione della tifoseria della Società Sportiva Calcio Napoli, società calcistica italiana con sede a Napoli.

## Contesto

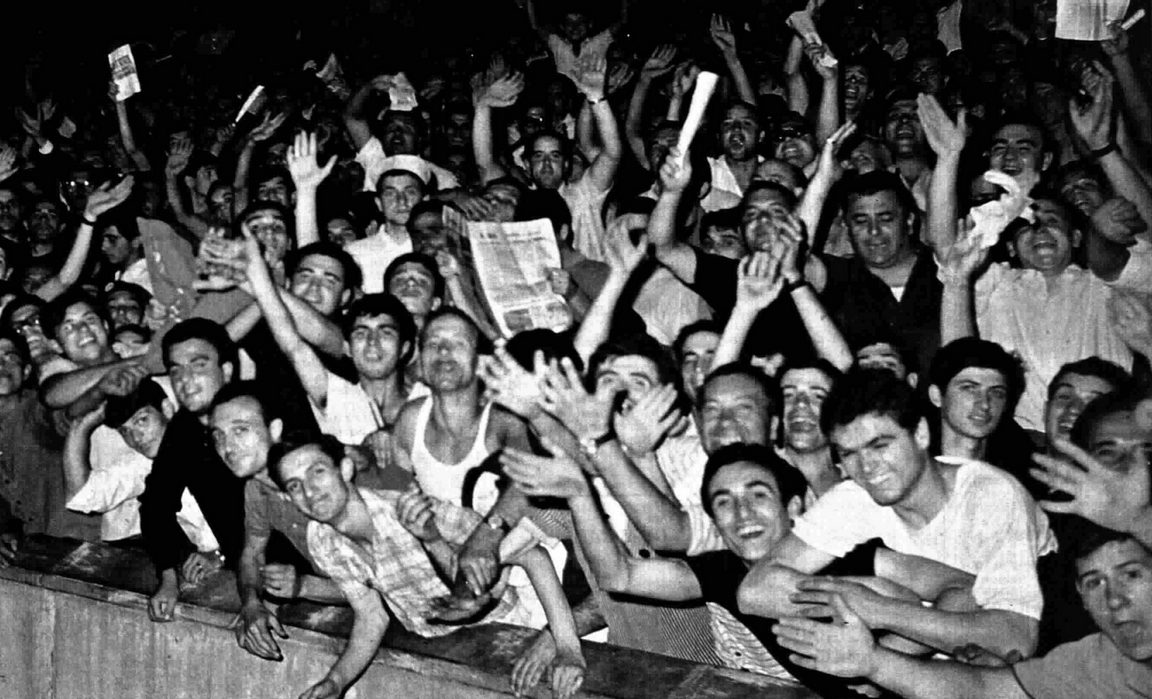
Tifosi azzurri nel 1965

Le origini del tifo organizzato a Napoli risalgono agli anni sessanta.
Tra l'Epidemia di colera in Italia del 1973, di cui la città fu drammaticamente uno degli epicentri maggiori, e il Terremoto dell'Irpinia del 1980, si è insinuato tra alcuni giovani sempre presenti alle partite in casa l'intento di formare un gruppo in grado di rappresentare la città e supportare concretamente la squadra. Da qui la nascita del movimento ultrà partenopeo.
Napoli è tra le poche metropoli mediterranee ed europee con una sola squadra di calcio che milita nella serie maggiore, in Serie A.

## Composizione demografica
In ambito nazionale, secondo la ricerca multiclient annuale "Sponsor Value", realizzata dal 2001 da StageUp e Ipsos su un campione di riferimento nella popolazione italiana di età compresa tra 16 e 64 anni, al 2024 il Napoli risulta essere la quarta squadra di Serie A più tifata d'Italia, potendo contare su un seguito stimato in circa 2904000 tifosi; gli azzurri, pur mantenendo nel tempo il quarto posto per numero di supporter, rispetto al quadriennio precedente dell'indagine "Sponsor Value" risultano in aumento nel numero di tifosi (3,2 milioni nel 2023, 2,6 milioni nel 2022, 2,6 milioni nel 2021, 2,8 milioni nel 2020 e 2,8 milioni nel 2019).
Sempre in Italia, in base ai sondaggi condotti dalla società "Demos & Pi" sul tifo calcistico e sportivo degli italiani, pubblicati sul quotidiano la Repubblica e realizzati quasi annualmente nel periodo compreso tra il 2005 e il 2024, il Napoli è risultato in tutte le rilevazione come il quarto club più sostenuto nel Paese, con in media una percentuale di tifoseria di circa il 10% tra coloro che seguono il calcio; l'ultima rilevazione, nel 2024, le attribuisce appunto il 10% di tifosi, mentre quella con il valore più alto è stata nel 2012 (13,20%) e quella con il valore più basso si è avuta nel 2005 (6,70%). Sempre per "Demos & Pi", nel 2023 i sostenitori del Napoli erano distribuiti soprattutto in una delle cinque regioni geografiche dell'Italia esaminate, risultando la seconda squadra più tifata nel Sud e isole (20%, dietro la Juventus).
A livello internazionale si stima un seguito di circa 45 milioni di tifosi nel mondo e 200 milioni di simpatizzanti.

### Identità
Il tifoso medio del Napoli non appartiene a una classe specifica: secondo il giornalista Mimmo Carratelli, il tifo azzurro «confonde e compatta genti diversissime, i napoletani dei quartieri-bene e quelli dei rioni popolari. Il Napoli è "la squadra di tutti" [...] .». Quello che accomuna tutti è la passione per la squadra: il tifo raggiunge picchi tali che, in alcune occasioni, l'urlo dei tifosi al goal è stato registrato come terremoto dai sismografi dell'Università degli Studi di Napoli Federico II.
La squadra partenopea vanta un enorme bacino, con quasi otto milioni di sostenitori, divisi in gruppi storicamente apolitici, in quelli presenti nelle Curve A e B dello Stadio Diego Armando Maradona.
Benché neutri, i partenopei esprimono esplicitamente il loro orgoglio meridionale: infatti il reporter del The Washington Post Adam Taylor riportò, in un articolo del 22 giugno 2015, che i tifosi del Napoli furono notati mentre esponevano una bandiera confederata durante gli ottavi di finale della UEFA Champions League 2011-2012 a Londra. La spiegazione di questo gesto venne data diversi anni prima da un professore di letteratura americana a Napoli: "Siamo un popolo sconfitto. Una volta eravamo una nazione ricca e indipendente, poi sono venuti dal Nord e ci hanno conquistato e portato le nostre ricchezze e il nostro potere a Roma".

## Spettatori
La tifoseria azzurra contribuisce ad una percentuale di riempimento dello Stadio Diego Armando Maradona, durante le gare casalinghe del Napoli, pari all'85,97% nella stagione 2023-2024. La migliore media di pubblico stagionale per la squadra, in campionato, fu registrata nell'annata 1984-1985, dovuti all'entusiasmo dell'acquisto estivo di Maradona da parte della società, quando vi fu una presenza media di 77 597 spettatori per gara, e segnando allora il record per un club italiano, che rimase tale fino al 1991-1992, quando venne superato dal Milan. I tifosi azzurri avevano invece fatto segnare il primato di abbonamenti stagionali in campionato per il club, acquistando 70 405 tessere, in precedenza nella stagione 1975-1976, e anche in quell'occasione trainati dall'acquisto del calciatore Giuseppe Savoldi; pure questo dato allora fu un record per il calcio italiano, che venne superato, sempre dai rossoneri, nel 1992-1993.
Il record assoluto di spettatori per un incontro casalingo del club fu registrato il 20 ottobre 1979, per l'incontro del campionato di Serie A Napoli-Perugia, con 89 992 paganti all'allora Stadio San Paolo di Napoli, che divenne la partita di Serie A in assoluto con più spettatori, record attualmente imbattuto.

## Tifoseria organizzata

### Anni 1970
Le radici del tifo organizzato napoletano nascono nei primi anni ’70, in particolare nel 1972, quando in un clima di delusione collettiva migliaia di tifosi cominciarono a dare un tono organizzativo al folclore che manifestavano dentro lo stadio. Nella stagione di Serie A 1972-1973, il primo gruppo ultras formatosi all'interno della Curva B fu quello degli Ultras, che raggruppava tifosi provenienti principalmente dai quartieri Fuorigrotta e Sanità, capitanato da uno 'scugnizzo', all'epoca quattordicenne, già conosciuto come “Palummella”.
Successivamente, il gruppo degli Ultras giunse ad una fusione con il Commandos, sorto nella Curva A dello Stadio San Paolo, cambiando nome in Commando Ultrà, fino alla definitiva denominazione C.U.C.B. (Commando Ultrà Curva B-Ultrà Napoli) in cui il capo Palummella ne fece una vera e propria holding con una propria sede e in un rapporto privilegiato con la società, con la stampa di un mensile di gran lusso per un gruppo ultrà, come “Ultrazzurro”, che raggiunse 20.000 copie di tiratura, e venne letto e apprezzato da migliaia di napoletani e trasmissioni televisive autogestite (come “Un’ora in curva B”, che fece un'audience di circa 900.000 persone a puntata e che, nel 1993, venne addirittura premiata come la più votata dai telespettatori, vincendo il prestigioso “Guerin d’Oro”). Nel 1998, a seguito dell'addio di Gennaro Montuori, le redini del gruppo passarono a Ciccarelli, rimanendo presidente onorario. All'interno del C.U.C.B., nei primi anni '80 nacquero anche due gruppi satelliti: Ultrà Napoli South Boys e la Gioventù Azzurra, dove Palummella, dopo essersi fatto largo con la partecipazione alla trasmissione Il Processo del Lunedì, diede agli ultras un nuovo aspetto organizzativo.
Nel 1979, con la morte del tifoso laziale Vincenzo Paparelli nel derby capitolino, fu imposto di far sparire il nome Ultras, mutandolo in Sostenitori Azzurri, salvo riadottare in seguito quello di C.U.C.B. Inoltre, sempre in quell'anno, nacque il 16 settembre il gruppo dei Fedayn EAM 1979, attualmente il più longevo dei gruppi in attività, in cui l'acronimo EAM è "Estranei alla Massa". Da sempre stazionato in Curva B superiore e che rappresenta la frangia più dura dei tifosi del Napoli, aventi nell'inno storico un richiamo a Renato Curcio, tra i fondatori delle Brigate Rosse.

### Anni 1980 e 1990
Da una costola degli Ultras, nel 1981, nacque il gruppo dei Blue Lions, vicini all'ideologia ultrà e formata principalmente da giovani. A seguito della formazione di questo gruppo, nacquero poi i Mastiffs il 1º settembre del 1991, dalla fusione dei due precedenti gruppi Skizzati ed Alta Tensione, e militanti nella Curva A dello Stadio San Paolo posizionati centralmente. Altri gruppi da annoverare in questi anni sono la Brigata Carolina, presente in Curva A dal 1989, che riunisce gli ultras provenienti dai Quartieri Spagnoli, e la Masseria Cardone, che dal 12 maggio 1991 raccoglie i tifosi della zona di Secondigliano. Nel 1987, quando gli azzurri vinsero il loro primo scudetto, nacque il gruppo delle Teste Matte TMN da una costola dei Blue Lions, provenienti soprattutto dai quartieri di Pianura e Quarto.
Negli anni ’90, poi, nacquero altri due gruppi ultras, Seguaci e Blue Condors, dove, intorno ai tre gruppi principali, gravitarono una serie di piccoli sottogruppi, tra i quali i Korps, che furono il primo gruppo d'ispirazione destroide. Il tifo nella Curva A venne retto dai Blue Tiger, gruppo nato nel 1982 che dai primi anni nei Distinti emigrarono in curva dopo lo spostamento dei Blue Lions in Curva B e dove nei primi anni 2000 ritornarono come Club Napoli. Altri gruppi formatisi in quel periodo ma composti da poche decine di unità furono: Autonomia, Alcool (nati alla fine degli anni ’70 dall'idea di alcuni ragazzi di San Giorgio a Cremano, popolosa città alle porte di Napoli, dalle cui ceneri poi nacquero i Kaos), Bad Boys, Platoon, Skizzati ed altri stipati in Curva B.
Il 30 settembre 1992 nacque il gruppo dei Vecchi Lions VML (VML sta per Vecchia Mentalità Lions), in seguito a una spaccatura dei Blue Lions, che occupano la parte alta della Curva A.
Sul finire del 1997, dopo la forte contestazione nei confronti della società, guidata allora da Corrado Ferlaino, seguirono delle divisioni nel settore dei distinti tra A.I.N.C. (Associazione Italiana Napoli Clubs) e A.C.A.N. (Associazione Clubs Azzurri Napoli), poi nel 1999, dopo gli scioperi e le contestazioni nei confronti della dirigenza, nacquero i Bronx 99 formati da un direttivo che accomunava la periferia est della città: Barra, Ponticelli e San Giovanni a Teduccio.

### Dal 2000 al presente
Nel 2002, poi, ci fu un radicale cambiamento nel tifo organizzato, con lo scioglimento, dopo trent’anni, del famoso C.U.C.B. (Commando Ultrà Curva B), che veniva da un periodo di transizione, dopo il ritiro dalle scene di Palummella e la scomparsa prematura del vice Giorgio Ciccarelli, avvenuta il 5 maggio 2000, ai cui funerali parteciparono all'incirca 5000 tifosi. A seguito di quest'evento, le sigle dei gruppi Commando Ultrà, Ragazzi della B, Ultrà Napoli ed Ultras 72 vennero riunite sotto il gruppo Ultras (anche noto come Ultras 72), il cui logo è ripreso dal videogioco Hooligans: Storm Over Europe.
Nell'ottobre del 2024, in seguito alla sua morte, la Curva B viene intitolata dai gruppi organizzati a Luciano Vivenzio, fondatore dei Fedayn, soprannominato "Rececconi" per la somiglianza con il calciatore Luciano Re Cecconi.
Attualmente i gruppi in attività sono:
Curva A: Brigata Carolina, Mastiffs, Masseria, Vecchi Lions VML, Rione Sanità, Nuova Guardia, Nuova Stirpe, Sbandati, Barone, Spirito Libero, Piazza Mercato Napoli. Tutti sono riuniti sotto lo striscione Curva A, sia in casa sia in trasferta.
Curva B: Ultras Napoli 1972, Fedayn EAM 1979, Sud 1996, Secco Vive 1991, Area Nord.

### Cronologia
1979 - Fedayn EAM
1989 - Brigata Carolina
1991 - Mastiffs
1991 - Masseria
1992 - Vecchi Lions VML
1996 - Sud 1996
2002 - Ultras Napoli 1972
2003 - Rione Sanità
2003 - Nuova Guardia
2005 - Area Nord
2005 - Secco Vive 1991
2015 - Nuova Stirpe
2016 - Sbandati
2017 - Spirito Libero
2017 - Barone
2024 - Piazza Mercato Napoli
Collocazione dei Gruppi
- Curva A
- Curva B

## Gemellaggi, amicizie e rivalità

### Gemellaggi
La tifoseria napoletana è gemellata con le tifoserie di Ancona (le due Curve), Catania (Curva A), Juve Stabia, Borussia Dortmund, Celtic, Feyenoord, FCU Craiova, Lokomotiv Plovdiv (tra la Curva A e il gruppo Lauta Army), Paris Saint-Germain  (tra Ultras 1972 e K-Soce Team) e Stella Rossa.

### Amicizie
I supporters partenopei intrattengono anche buoni rapporti d'amicizia con le tifoserie di Benevento, Cremonese, Crotone, Sora, Taranto, Vigor Lamezia, Barcellona, Hertha Berlino, Millwall, Monaco 1860, Sunderland, Utrecht e Boca Juniors. Oltre a queste, esistono altre due amicizie che coinvolgono soltanto due gruppi della Curva B della tifoseria partenopea: il gruppo Sud 1996 ha instaurato un'amicizia con la tifoseria del Monopoli, mentre il gruppo Ultras 1972 con quella del Messina (nata in seguito al pareggio salvezza del Napoli nella stagione 2002-2003).

### Ex gemellaggi
Il gemellaggio tra i tifosi del Napoli e quelli del Genoa era uno dei più antichi che il calcio italiano potesse vantare: ebbe inizio il 16 maggio 1982 in seguito al pareggio per 2-2 a Napoli tra le due squadre nell'ultima giornata della Serie A 1981-1982, in cui il Genoa si salvò e il Milan retrocesse in Serie B. Tuttavia, tramite un comunicato delle Curve A e B del Napoli datato 9 aprile 2019, si è concluso. Il motivo della rottura è dovuto allo striscione di solidarietà che la tifoseria rossoblù decise di mostrare ai tifosi interisti per la morte di Daniele Belardinelli, ultras del Varese (tifoseria gemellata con quella dell'Inter) deceduto a Milano durante gli scontri precedenti alla partita tra Inter e Napoli del 26 dicembre 2018.
I tifosi del Napoli, in passato, erano gemellati anche con la Roma. Questo rapporto nacque negli anni ’80 a seguito del gemellaggio tra il Commando Ultrà Curva Sud della Roma e il Commando Ultrà Curva B, poi trasformato in violento e acerrimo odio quando una volta i napoletani, partiti con intenzioni tranquille, vennero aggrediti dal gruppo giallorosso dei Boys. Violenti scontri ci furono anche in occasione della partita Napoli-Roma dell'11 giugno 2001 (importante ai fini dello scudetto per i giallorossi, ma rimandato alla giornata successiva per il risultato di 2-2), culminati con un “bollettino” di 59 feriti, e l’8 dicembre 2005, susseguiti alla gara di ritorno per gli ottavi di finale di Coppa Italia. La rivalità tra le due tifoserie degenerò ulteriormente il 3 maggio 2014 quando, in occasione della finale di Coppa Italia tra la Fiorentina e il Napoli, venne ucciso il tifoso partenopeo Ciro Esposito mediante un colpo di pistola partito dall'ex ultras della Roma Daniele De Santis, in una sua iniziativa personale.  Ancora scontri di rilevanza tra le opposte tifoserie avvennero l'8 gennaio 2023, adiacenti all’area di servizio di Badia Al Pino (provocando la chiusura momentanea dell’autostrada A1), dove un gruppo di tifosi partenopei attaccò un gruppo di tifosi romanisti, assaltandoli fino ai loro furgoni e portandoli alla fuga.
Negli anni precedenti, vi era anche un gemellaggio tra il gruppo Ultras 1972 della Curva B con una parte importante e numerosa della tifoseria del Palermo, poi sciolto a causa dei rapporti che la Curva Nord 12 del Palermo ha instaurato con la Curva Sud romana. Quando il gemellaggio era ancora attivo, Ultras Curva Sud Palermo, Brigate Rosanero, Borgo Vecchio Sisma e Curva Nord Inferiore Palermo sono stati presenti con striscioni in Curva B, mentre i suddetti Ultras 1972 sono stati presenti con striscioni in Curva Nord a Palermo.
Infine, altri gemellaggi attivi negli anni '80 e '90, oggi sciolti, ci sono stati con i tifosi di Empoli (con cui rimangono ugualmente buoni rapporti), Foggia, Lecce, Milan e Perugia.

### Ex amicizie
Contatti di più o meno breve durata e quasi mai riguardanti l'intera tifoseria azzurra, terminati oppure non più rinnovati, ci sono stati tra gli anni '80 e i primi '90 con le tifoserie di Ascoli, Bari, Bologna, Brescia, Campobasso, Reggiana, Salernitana, Torino e Vicenza. In particolare, quest'ultima (poi conclusasi il 19 novembre 1995) fu instaurata dal gruppo partenopeo CUCB - Commando Ultrà Curva B.

### Rivalità
La più grande rivale del Napoli è la Juventus, rivalità molto sentita dai partenopei, soprattutto in virtù del fatto che la squadra torinese ha circa il triplo dei tifosi al sud. L'antagonismo tra le due fazioni risale agli anni '50, non solo perché quest'ultima è la squadra più sostenuta e titolata della penisola, ma anche perché i loro incontri sono considerati scontri tra sabaudi (rappresentati dagli Agnelli-Elkann, proprietari del club bianconero) e borboni (che governarono nel Regno delle Due Sicilie). Al Napoli spetta il primato delle simpatie dei sostenitori del calcio nel Sud Italia, dovuto appunto a motivi storici correlati con la città, la quale vide nella vecchia Signora l'espressione sportiva del Piemonte sabaudo.
Come già riportato nel sottoparagrafo "Ex gemellaggi", un gruppo della tifoseria del Napoli aveva instaurato un gemellaggio con alcuni gruppi della tifoseria del Palermo (con cui la squadra partenopea disputava occasionalmente il cosiddetto derby delle due Sicilie), ma è stata poi compromessa durante la sfida di Coppa Italia 2024-2025 a causa della nuova amicizia tra la tifoseria della Roma con due gruppi della tifoseria palermitana.
Storiche rivalità si hanno anche con le seguenti tifoserie:
- Cagliari,[39] dopo gli scontri tra tifoserie e forze dell'ordine avvenuti nel 1997 in occasione dello spareggio salvezza Cagliari-Piacenza allo Stadio San Paolo;[40]
- Lazio, nata negli anni ’80 e cresciuta in seguito all'accoltellamento a Napoli d'un tifoso napoletano e d'un agente di polizia durante la stagione di Serie A 1997-1998;
- Sampdoria, nata a causa del gemellaggio che i partenopei avevano con il Genoa, nonostante esso sia terminato;[41]
- Ternana, nata a causa del gemellaggio che i rossoverdi hanno con la Sampdoria;
- Verona (ormai storica acquisita tra le più irriducibili d’Italia), iniziata l’8 maggio 1983 al Bentegodi, dove, a fine partita, alcuni esponenti dei Blue Lions e Fedayn andarono all’esterno della curva veronese per affrontare i tifosi padroni di casa. Scontri tra partenopei e scaligeri si sono susseguiti negli anni in entrambe le città, prima e dopo le gare;[42]
- Vicenza.[43][44][45][46] Questo rapporto da sempre antagonistico tra le due tifoserie (con la sola eccezione del gruppo partenopeo CUCB - Commando Ultrà Curva B, che negli anni '80 instaurò un'amicizia, poi conclusasi il 19 novembre 1995)[33][32] venne accentuato ancor di più nella metà degli anni '90, durante le partite casalinghe al Menti, con incidenti dentro e fuori dallo stadio berico avvenuti il 24 marzo 1996 e il 19 gennaio 1997. Durante gli scontri avvenuti in quest'ultima data, i tifosi veneti riuscirono a sottrarre ai tifosi campani uno stendardo partenopeo degli Supporters, presumibilmente appartenente al gruppo Teste Matte,[47] venendo esposto dagli ultras vicentini nelle partite di Serie A e di Coppa Italia della stagione 1996-1997, rafforzando ulteriormente le ire dei sostenitori napoletani. La mattina del 19 gennaio 1997,[48] alcune ore prima della partita, una cinquantina[43] di tifosi partenopei penetrò nell'antistadio a cancelli ancora chiusi,[49] posizionandosi davanti alla Tribuna dell'impianto berico e scagliando una decina di vasi verso i sostenitori vicentini e la polizia:[50] in tale circostanza, venne colpito alla testa il custode addetto al servizio d'ordine dello Stadio Menti, il quale riportò un trauma cranico e ferite lacero-contuse. A causa di questi tafferugli, ventinove ultrà napoletani vennero arrestati e trascorsero dunque la notte all'interno della Questura di Vicenza.[51] Oltre a questi, vanno sottolineati anche i violenti episodi verificatisi nella doppia finale della Coppa Italia 1996-1997: all'andata al San Paolo l'8 maggio 1997, con i disordini presso la Stazione di Napoli Campi Flegrei, proseguiti con il lancio di razzi, bombe carta e arredo bagno tra i tifosi berici e i gruppi della Curva A;[52] al ritorno al Menti il 29 maggio seguente, con l'accoltellamento d'un ventiquattrenne supporter vicentino da parte dei tifosi partenopei e con gli spari di bengala, partiti dagli ultras azzurri presenti in Curva Nord, verso la Tribuna e i Distinti, che provocarono l'ustione al volto d'un sostenitore biancorosso.[53] Episodi analoghi avvennero nuovamente nello stadio berico il 28 febbraio 2000[54] e il 13 ottobre 2006 (in quest'ultima occasione, alcuni esponenti della tifoseria partenopea, posizionati in Curva Nord, scagliarono svariati razzi indirizzati ai sostenitori vicentini presenti nel settore Distinti).[55] Nonostante la rivalità tra campani e veneti, alcuni delegati della tifoseria partenopea presenziarono al funerale del tifoso diciannovenne Eugenio Bortolon, originario d'Isola Vicentina e appartenente al gruppo Caneva Berica,[56][57] il quale perse la vita durante la trasferta Parma-Vicenza del 23 maggio 2009, dopo essere precipitato dagli spalti dello Stadio Tardini di Parma.[58]

Altre acerrime rivalità sussistono con le tifoserie di Atalanta, Bari, Brescia, Fiorentina, Foggia, Inter, Milan, Pescara, Reggina, Roma, Udinese e Varese.
Nella Regione, le rivalità più accese della tifoseria partenopea sono sicuramente con l'Avellino (peraltro legato all'ambiente juventino da una storica amicizia) e con la Salernitana (dovuta certamente anche a motivi geografici): 
- la rivalità con gli avellinesi risale al 30 settembre 1973 quando, nell'incontro di Coppa Italia, i lupi irpini s'imposero 3-2 sui partenopei; in particolare, nella coppa nazionale le due compagini s'incontrarono per quattro volte (nelle edizioni 1973-1974, 1977-1978, 1981-1982 e 1982-1983), con un bilancio di due vittorie a favore del Napoli, un pareggio e una vittoria dei biancoverdi. In Serie A, le sfide tra le due squadre sono venti, tutte concentrate nel decennio 1978-1988. Dal 1988 non si sono più incontrate fino al 2003-2004, quando, nel campionato di Serie B, la partita di andata al Partenio finì 3-0 a tavolino in favore dei padroni di casa (a causa dei gravissimi incidenti dovuti all'invasione di campo degli ultras napoletani, in seguito alla quale morì un giovane tifoso partenopeo), mentre al San Paolo il Napoli s'impose per 1-0 con rete di Savoldi. Nell'annata successiva, le due compagini disputarono il campionato di Serie C1 (girone B) e s'incontrarono per ben quattro volte: il bilancio è di due vittorie per i lupi irpini e due pareggi. I biancoverdi, in particolare, raggiunsero la Serie B a discapito dei cugini nella doppia finale play-off, grazie al pareggio per 0-0 ottenuto al San Paolo e alla vittoria per 2-1 allo Stadio Partenio con reti di Biancolino, Moretti e dell'azzurro Sosa;
- la rivalità con la Salernitana è dovuta prevalentemente a motivi geografici e regionali, nonostante in passato le due tifoserie fossero legate da una forte amicizia, ma non solo a questi. Essa è scoppiata nel 1994 quando, nella finale play-off del campionato di Serie C1 tra la Salernitana e la Juve Stabia (disputata in campo neutro all'allora Stadio San Paolo), i napoletani presero parte al tifo stabiese.

Per quanto riguarda le squadre straniere, va sottolineata l'acerrima rivalità con i tifosi del Liverpool. Nata nelle varie occasioni d'incontro tra le due squadre dal ritorno del Napoli nelle coppe europee, essa è accentuata dal ferimento all’occhio d'un tifoso partenopeo dopo una gara della Champions League 2018-2019, all’esterno dello stadio Anfield, e dal gemellaggio che gli albionici hanno instaurato con la tifoseria della Salernitana.
Tra le squadre tedesche, vi sono rivalità principalmente con Bayern Monaco e Schalke 04, entrambe nate a causa del gemellaggio con il Borussia Dortmund; tuttavia, molto più notevoli sono le rivalità con l'Union Berlino e con l'Eintracht Francoforte, dovute, invece, al rapporto d'amicizia che i supporters azzurri hanno con l'Hertha Berlino (acerrimo rivale dell'altra tifoseria berlinese, contro cui disputa il derby cittadino, e dei francofortesi). In particolare, la rivalità con l'Eintracht Francoforte, acuitasi dopo gli scontri urbani prima della partita di ritorno degli ottavi di finale della Champions League 2022-2023 (in occasione dei quali molte tifoserie italiane difesero quella azzurra), è dovuta anche al gemellaggio che quest'ultimo ha instaurato con l'Atalanta.
Sussiste anche un'inimicizia con il Nizza, dovuta agli scontri tra ultras del 26 dicembre 2018 dopo la partita di Serie A Inter-Napoli (durante i quali la tifoseria francese appoggiò quella nerazzurra), e con l'Olympique Marsiglia, nata a causa del gemellaggio che i francesi hanno con la Sampdoria.
Infine, c'è rivalità (seppur minore) anche con le tifoserie di Ascoli, Bologna, Lecce, Livorno, Parma, Piacenza, Pisa, Pistoiese, Sambenedettese, Siracusa, Ajax, Arsenal, Beşiktaş, Dinamo Mosca, Legia Varsavia e Swansea City.